# Monagri
Monagri (gr. Μονάγρι) – wieś w Republice Cypryjskiej, w dystrykcie Limassol. W 2011 roku liczyła 175 mieszkańców.